# 科薩人戰爭
科萨人战争又稱开普边境战争或卡弗尔战争 ，是1779年至1879年期間在现今南非東開普省爆发的一系列衝突，作戰一方是科薩人，另一方是大英帝国以及游牧布爾人，這些衝突按時間順序又可以細分為九场战争。這一系列衝突也是非洲殖民地历史上持续时间最长的衝突。  